# Urali
I monti Uràli (in russo: Ура́льские го́ры, Urál'skie góry, AFI: [ʊˈralʲskʲɪjə ˈɡorɨ]; o anche solo Ура́л, Urál), noti semplicemente anche come Urali, sono una catena montuosa, lunga 2.500 km, che attraversa approssimativamente da nord a sud la Russia, dalla costa del Mar Di Kara fino al fiume Ural e al Kazakistan nord-occidentale, la più lunga d'Europa e la terza al mondo dopo le Ande e le Montagne Rocciose. Segna convenzionalmente uno dei confini fra Europa e Asia. Anche l'isola di Vajgač e l'arcipelago di Novaja Zemlja possono essere considerate una continuazione della catena che si estende entro il bacino del mar Glaciale Artico.
Si trova al centro dell'omonima regione geografica che quasi si sovrappone al circondario federale degli Urali, il cui capoluogo è Ekaterinburg, ma ha anche larghe aree di sovrapposizione con la Regione economica degli Urali. Ha grandi ricchezze forestali e soprattutto minerarie. I centri principali sono Ekaterinburg, Čeljabinsk, Perm', Nižnij Tagil e Magnitogorsk.

## Etimologia

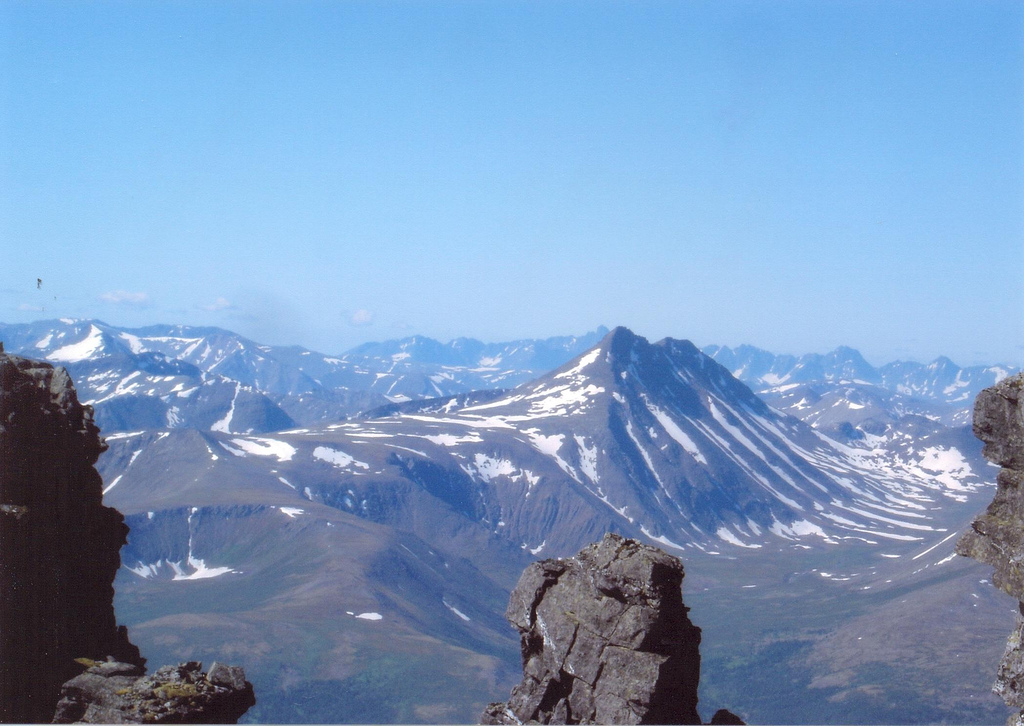
Veduta dei monti Urali

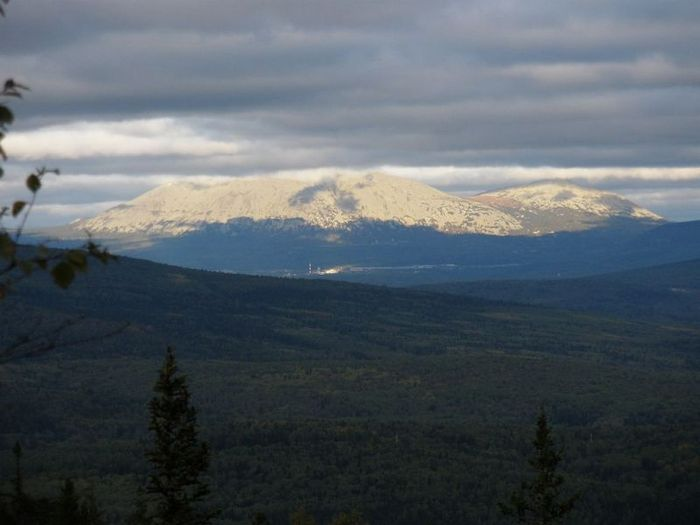
Monte Jamantau

Come testimoniato da Sigismund von Herberstein, nel XVI secolo i russi chiamavano la catena con una varietà di nomi locali derivati dalle parole russe per roccia e cintura. Il nome moderno russo di Urali (Урал, Ural), appare per la prima volta tra il XVI e XVII secolo quando la conquista russa della Siberia è nella sua fase eroica; il nome fu assegnato all'area meridionale e si guadagnò prestigio fino ad estendersi all'intera catena nel XVIII secolo.
Potrebbe essere un prestito dalla lingua baschira, dove lo stesso nome è usato per la catena montuosa, o dalle lingue obugriche. Fin dal XIII secolo in Baschiria una leggenda narra di un eroe chiamato Ural. Sacrificò la vita per la salvezza della sua gente che in sua memoria pose sulla sua tomba un mucchio di pietre, che in seguito si trasformò nei monti Urali.

## Geografia
Gli Urali si estendono per 2.500 km (larghezza massima 160 km) dalle steppe kazake, lungo il confine settentrionale del Kazakistan, fino alla costa del mar Glaciale Artico. L'isola di Novaja Zemlja costituisce un'ulteriore continuazione della catena. Geograficamente questa catena divide il bassopiano sarmatico dal bassopiano della Siberia occidentale e segna la parte settentrionale del confine tradizionale tra l'Europa e l'Asia. La sua vetta più alta è il monte Narodnaja (o Poznurr, 1895 m). I monti Jamantau e Iremel' sono le vette principali della sezione meridionale, alti rispettivamente 1640 m e 1589 m. L'erosione ha esposto considerevoli risorse minerarie, tra cui gemme come il topazio e il berillo. La foresta vergine di Komi, negli Urali settentrionali, è riconosciuta come patrimonio dell'umanità.
Dal punto di vista geografico, è possibile suddividere gli Urali in cinque regioni: 
- Urali meridionali,
- Urali centrali,
- Urali settentrionali,
- Urali subpolari
- Urali polari.[2][3]

|                                                           |                                    |                  |                                                          |
| Formazioni montuose nei pressi di Saranpaul, Urali polari | Rocce in un fiume, Urali subpolari | Monte Big Iremel | Ingresso della Caverna di Ignatievskaya, Urali subpolari |

## Geologia
Gli Urali sono tra le più antiche catene montuose esistenti al mondo. Si formarono nel tardo Carbonifero, quando il continente Kazakhstania, formato dall'attuale Siberia occidentale e dal Kazakistan, si scontrò con il supercontinente Euramerica che racchiudeva gran parte delle terre di quell'era: una combinazione di Laurussia (Europa e Nord America) e Gondwana. Europa e Siberia sono rimaste attaccate da allora. La collisione durò per circa 90 milioni di anni, dalla fine del Carbonifero all'inizio del Triassico.
Se si considera che la loro età è di 250-300 milioni di anni, l'altezza delle montagne è inusualmente elevata.
A differenza di altri orogeni importanti del Paleozoico (come i monti Appalachi o la orogenesi caledoniana), gli Urali non hanno sofferto di un collasso estensionale post orogenetico. Nella zona est gli orogeni si trovano sotto sedimenti posteriori che risalgono al Mesozoico e al Cenozoico. La cresta di Paj-Choj, a nord, non corrisponde agli stessi orogeni degli Urali e si è formata in seguito.
Negli Urali affiorano numerose rocce che hanno subito un processo di metamorfosi nel Paleozoico. Gli strati sedimentari e basaltici si incontrano a meridione. Gli strati sedimentari dell'ovest sono formati da calcare, dolomite e arenaria provenienti da depositi di antichi e poco profondi fondali marini. Sui versanti occidentali predomina un paesaggio carsico, in particolare nella valle del fiume Sylva, un tributario del Čusovaja. L'erosione ha ivi creato numerose grotte carsiche percorse da fiumi sotterranei.
A est domina il basalto proveniente da fondi marini recenti.
L'area è relativamente pianeggiante, con colline e affioramenti rocciosi, con strati di origine vulcanica che si alternano a strati sedimentari che rimontano al Paleozoico medio. La maggioranza delle montagne elevate sono costituite da rocce resistenti all'erosione, come la quarzite, scisto e gabbro con età comprese fra 395 e 570 milioni di anni.
|           |         |         |        |
| Andradite | Berillo | Platino | Quarzo |

## Laghi
Negli Urali sono presenti numerosi laghi, anche profondi, soprattutto nei versanti orientali della parte centrale e meridionale. I più estesi sono i laghi Uvil'dy, Itkul, Turgojak e Tavatuj, quest'ultimo situato circa 50 km a nord di Ekaterinburg. Il più profondo è il lago Bol'šoe Ščuč'e: 136 metri.
Nell'òblast' di Čeljabinsk ci sono 3.748 laghi, dei quali 53 hanno un'estensione superiore ai 10 km2. I laghi sui versanti occidentali della catena sono meno numerosi e più piccoli. Su alcuni sono stati costruiti sanatori o come terme, per sfruttare l'effetto benefico dei fanghi termali presenti.

## Ambiente

### Flora
Sono diffuse foreste di conifere come abeti bianchi, abeti rossi e larici. Si trovano anche foreste di faggi e betulle.

### Fauna
Lungo gli argini dei fiumi nelle vallate ci sono i visoni europei mentre nelle foreste vivono alci, cervi, orsi e lupi.